# 埃勒比约站
埃勒比约站（丹麦语：Ellebjerg Station）是哥本哈根市郊铁路网络中一座已关闭的车站，位于丹麦哥本哈根。 曾是克厄湾铁路上的中途站。2007年1月6日被百米开外的新建车站新埃勒比约站取代。

## 图片集

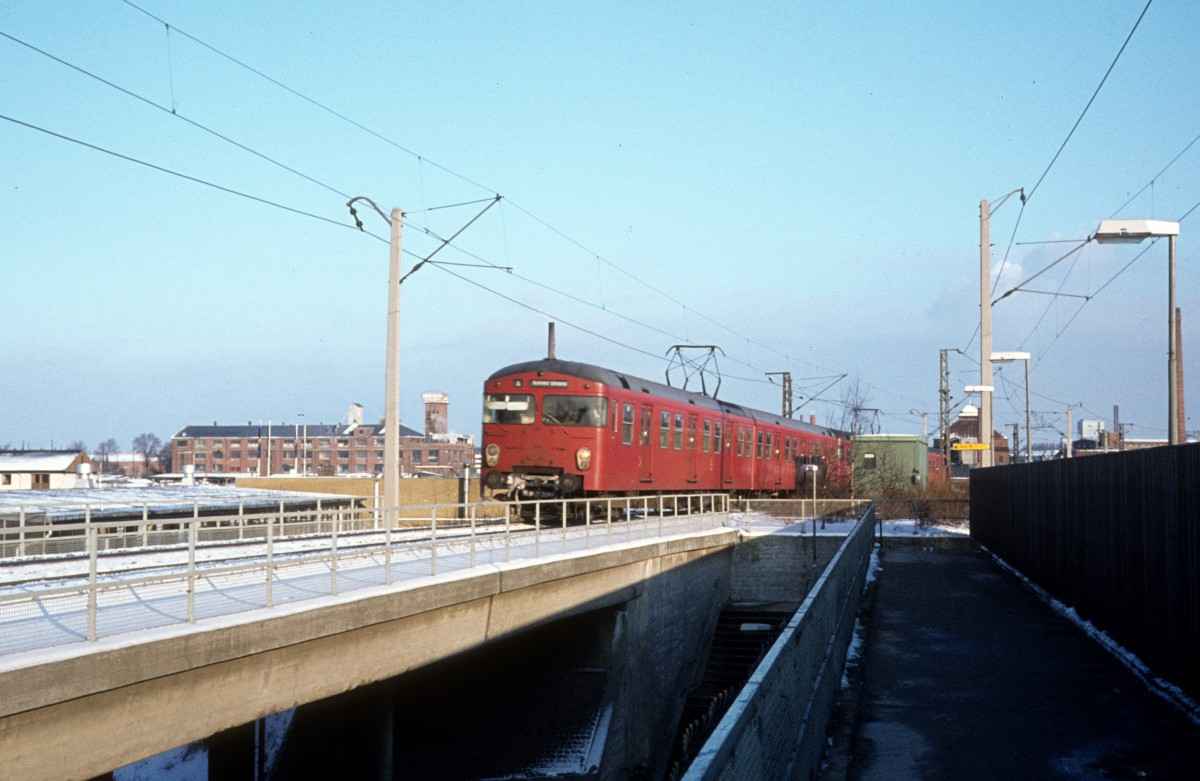
使用第二代哥本哈根市郊铁路列车的哥本哈根市郊铁路A线列车经过本站，拍摄于1980年1月。
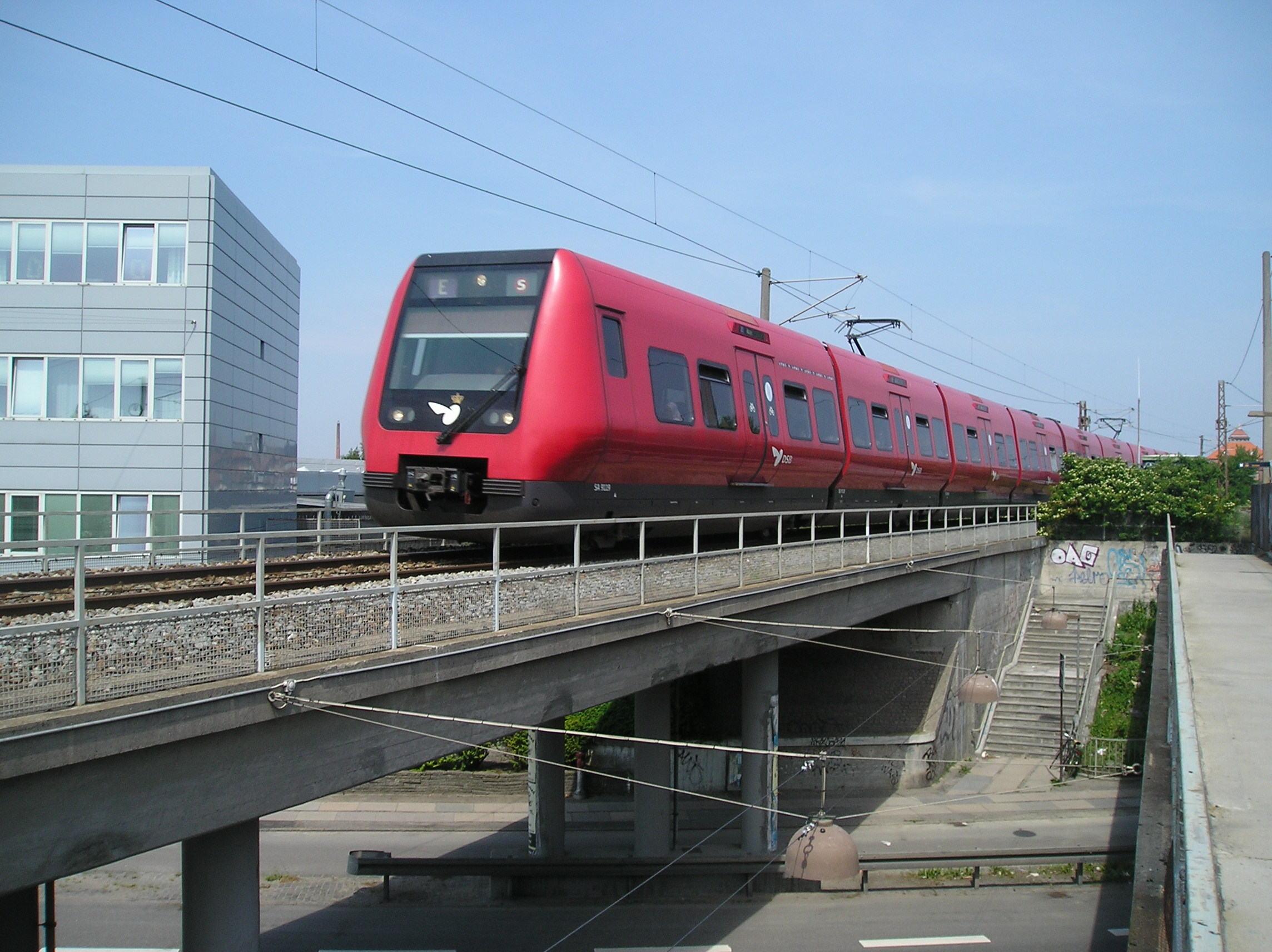
使用第四代哥本哈根市郊铁路列车的哥本哈根市郊铁路E线列车经过本站。

## 外部連結
55°38′58″N 12°30′36″E / 55.64944°N 12.51000°E